# A Eternidade e um Dia
A Eternidade e um Dia  (em grego: Μια αιωνιότητα και μια μέρα, transl. Mia aioniótita kai mia méra) é um filme grego de 1998, dirigido por Theo Angelopoulos e com a participação dos actores Bruno Ganz, Fabrizio Bentivoglio e Isabelle Renauld. A tradução correta do título grego seria "Uma Eternidade e um Dia".
A Eternidade e um Dia venceu a Palma de Ouro no Festival de Cannes.

## Sinopse
Alexander (Bruno Ganz) é um consagrado escritor que tem seu último dia de liberdade antes de ser internado no hospital.
Ele encontra uma carta de sua mulher, Anna (Isabelle Renauld), falando de emoções vividas há trinta anos, e se dá conta do quanto se amaram.
Revivendo este momento mágico e ajudando um garoto albanês a cruzar a fronteira, Alexander encontra através das palavras a oportunidade de viver todas as emoções da vida em um só dia.
O Poeta, figura de dimensões alegóricas no filme, é Dionysios Solomos, o maior poeta romântico grego.

## Elenco principal
- Bruno Ganz -  Alexander
- Isabelle Renauld -  Anna
- Fabrizio Bentivoglio - O Poeta
- Achileas Skevis - A Criança